# Volvo FH
Il Volvo FH è il più grande autocarro per il mercato europeo prodotto da Volvo Trucks fin dal 1993 in sostituzione della precedente serie F.
Dalla prima presentazione ne sono susseguite più serie: la prima è stata in commercio dal 1993 al 2003, sostituita da una seconda, rimasta a sua volta in vendita sino al 2013. Nel 2000 ha vinto il premio International Truck of the Year.
Un esemplare di Volvo FH12 è stato coinvolto nell'incendio del traforo del Monte Bianco avvenuto il 24 marzo 1999; il mezzo, che muoveva un autoarticolato refrigerato guidato dal camionista belga Gilbert Degrave attraverso il tunnel in direzione dell'Italia, prese fuoco improvvisamente, dando origine ad un rovinoso rogo che fu estinto solo dopo più di 2 giorni, nel quale morirono 39 persone.
La terza serie ha nuovamente ottenuto il premio International Truck of the Year nel 2014.